# Abdesselam Baccoush
Abdesselam Baccoush (in arabo عبد السلام بكوش‎?, ʿAbd al-Salām Bakkūsh; Tunisi, 1871 – La Marsa, 1946) è stato un poeta tunisino.

## Biografia
Abdessalam, autodidatta per aver studiato sul Corano, si iscrive successivamente al Collegio Sadiki. Dopo la laurea studia francese, inglese e italiano.
Consulente per il Primo ministro tunisino dell'epoca, ha poi assunto la direzione delle finanze pubbliche.

## Opere
Abdessalam ha pubblicato diverse poesie nella gazzetta Shams Islāam (Sole dell'Islam) e per altri quotidiani e riviste: 
- Egli è il mio Signore
- Maometto è l'esempio completo